# Kristin De Troyer
Kristin De Troyer (Ninove, 26 maggio 1963) è una teologo e scrittore belga.
De Troyer è una professoressa onoraria che ha insegnato in diverse università come l'Università di Salisburgo e la Claremont School of Theology. È redattrice di diverse pubblicazioni accademiche e ricercatrice della Bibbia ebraica, della Septuaginta, del giudaismo e dei rotoli del Mar Morto.

## Biografia
K. De Troyer è nato nel 1963 a Ninove, Belgio.

### Educazione
De Troyer ha conseguito un dottorato di ricerca (Università di Leiden, Paesi Bassi, 1997).

### Lavoro di insegnamento
È stata assistente di ricerca (1987-1989) nel Dipartimento di Antico Testamento dell'Università Cattolica di Leuven. In seguito, dal 1989 al 1998 ha insegnato come docente di Antico Testamento al Seminario Cattolico di Breda (1997-1998 responsabile del gruppo di studio). Dal 1998 al 2008 ha insegnato come docente di Bibbia ebraica e Antico Testamento alla Claremont School of Theology e alla Claremont Graduate University. Prima del suo attuale incarico, ha lavorato dal 1998 al 2008 come professore di Bibbia ebraica alla Claremont School of Theology di Claremont, in California. È diventata professore di Antico Testamento e Bibbia ebraica all'Università di St Andrews dal 2008 al 2015. Nel 2010 e nel 2011 è stata docente ospite presso la Septuagint-Unternehmen (Accademia di Scienze e Lettere di Gottinga, Università di Gottinga). Dal 2013 al 2015 è stata decano di Arts & Divinity all'Università di St Andrews, in Scozia. Dal 2015 De Troyer è professore onorario di Bibbia ebraica e Antico Testamento all'Università di St. Andrews School of Divinity e professore di Antico Testamento a Salisburgo.

### Lavoro editoriale
De Troyer è co-editore della serie internazionale di pubblicazioni accademiche Vandenhoeck & Ruprecht per la ricerca sulla Septuaginta, De Septuaginta Investigationes. È anche direttrice, insieme a Geert Van Oyen, della serie Contributions to Biblical Exegesis and Theology, pubblicata da Peeters a Lovanio, Deuterocanonical and Cognate Studies, pubblicata da de Gruyter, a Berlino. Insieme a Friedrich Reiterer e in collaborazione con Reinhard Feldmeier cura la rivista Biblische Notizen/Note Bibliche. È anche membro del comitato di redazione delle riviste accademiche Textus, Journal for the Study of the Old Testament e Journal of Ancient Judaism. Dal 2014 al 2019 De Troyer è stata membro del comitato consultivo scientifico del Centro di eccellenza dell'Accademia finlandese Changes in Sacred Texts and Traditions. Dal 2019 è membro dell'Accademia europea delle scienze e delle arti.
Dal 2015 al 2019 De Troyer è stata presidente della Società europea delle donne nella ricerca teologica.

## Ricerca
La ricerca di Kristin De Troyer si concentra sulla Septuaginta e sulla storia testuale della Bibbia ebraica. Le sue pubblicazioni riguardano in particolare le varie versioni ebraiche e greche del Libro di Giosuè e del Libro di Ester. Una conclusione centrale della ricerca di De Troyer è che i processi di riscrittura sono simili tra i testimoni testuali biblici e quei primi testi ebraici che non furono inclusi nel canone biblico. Lei ha, per esempio, dimostrato che la traduzione iniziale dei Settanta, il testo greco antico, di Giosuè 10 è stato tradotto da un testo di origine ebraica precedente al Testo Masoretico, che è usato nella maggior parte delle edizioni moderne della Bibbia ebraica. Secondo lei, il Testo Masoretico riflette una successiva rielaborazione redazionale di questo testo di partenza ebraico più breve.

### Manoscritti
De Troyer ha curato la pubblicazione di due papiri greci del II secolo d.C. della Collezione Schøyen: MS 2648 contenente Giosuè 9:27-11:2 e MS 2649 contenente parti del Levitico. MS 2648 è il più antico manoscritto di Giosuè della Septuaginta esistente e conserva un testo precedente alla revisione esaplare di Origene ed è considerato un testimone del testo greco antico.

## Libri
- The Ultimate and the Penultimate Text of the Book of Joshua, Louvain, Peeters, 2018, ISBN 978-90-429-3736-9.
- Die Septuaginta und die Endgestalt des Alten Testaments, Göttingen, Vandenhoeck & Ruprecht, 2005, ISBN 382-522-599-2.
- Rewriting the Sacred Text. What the Old Greek Texts Tell Us about the Literary Growth of the Bible, Leiden, Brill, 2003, ISBN 900-41-3089-6.
- The End of the Alpha-Text of Esther. Translation and Narrative Technique in MT 8:1-17, LXX 8:1-17, and AT 7:14-41, Atlanta, Society of Biblical Literature, 2000, ISBN 088-41-4033-4.